# Simon Bowes-Lyon, 19. jarl af Strathmore og Kinghorne
Simon Bowes-Lyon, 19. og 6. jarl af Strathmore og Kinghorne (født 18. juni 1986 i London) er en britisk adelsmand. Han var efterkommer af grevinde Cecilia Bowes-Lyon (født Cecilia Nina Cavendish-Bentinck), og han er også efterkommer af de britiske premierministre William Henry Cavendish-Bentinck, 3. hertug af Portland og William Cavendish, 4. hertug af Devonshire.
Blandt hans slægtninge er dronning Elizabeth Bowes-Lyon (1900–2002), der blev gift med kong Georg 6. af Storbritannien. Efter kong Georg 6.'s død i 1952 var Elizabeth Bowes-Lyon kendt som dronningemoderen frem til sin egen død i 2002. Elizabeth Bowes-Lyon blev mor til dronning Elizabeth 2. af Storbritannien (1926–2022) og til Prinsesse Margaret, grevinde af Snowdon (1930–2002). Blandt andre slægtninge er John Bowes-Lyon, der var bror til dronningemoderen og hans næstældste datter Prinsesse Anne af Danmark, der sit andet ægteskab var gift med Prins Georg af Danmark.

## Forældre
Simon Bowes-Lyon er søn af Michael Bowes-Lyon, 18. jarl af Strathmore og Kinghorne og Isobel Weatherall.

## Familie
Simon Bowes-Lyon har ingen børn, og den nærmeste arving til titlen som jarl er hans yngre bror den ærede John Fergus Bowes-Lyon (født 1988).

## Lovovertrædelser

### Dømt for seksuel forbrydelse
I 2021 blev han tiltalt for en seksuel forbrydelse mod en dengang 26-årig kvinde, der i begyndelsen af 2020 opholdt sig på slægtens hjemsted Glamis Castle i Angus i Skotland.
Simon Bowes-Lyon blev idømt 10 måneders fængsel. Han kom til at afsone fem måneder. På grund af sit fjerne slægtsskab med dronning Elizabeth 2. af Storbritannien blev sagen omtalt både i britisk og i udenlandsk presse.

### Frakendt kørekort
I 2010 kørte han for hurtig på sin motorcykel, og han fik derfor frakendt sit kørekort i ni måneder.

### Covid–19
I Under COVID-19 lockdown'en i juni 2020 var han 200 miles fra hjemmet på Glamis Castle, hvor hans butler blev set købe aviser.